# Grazer Eislaufverein

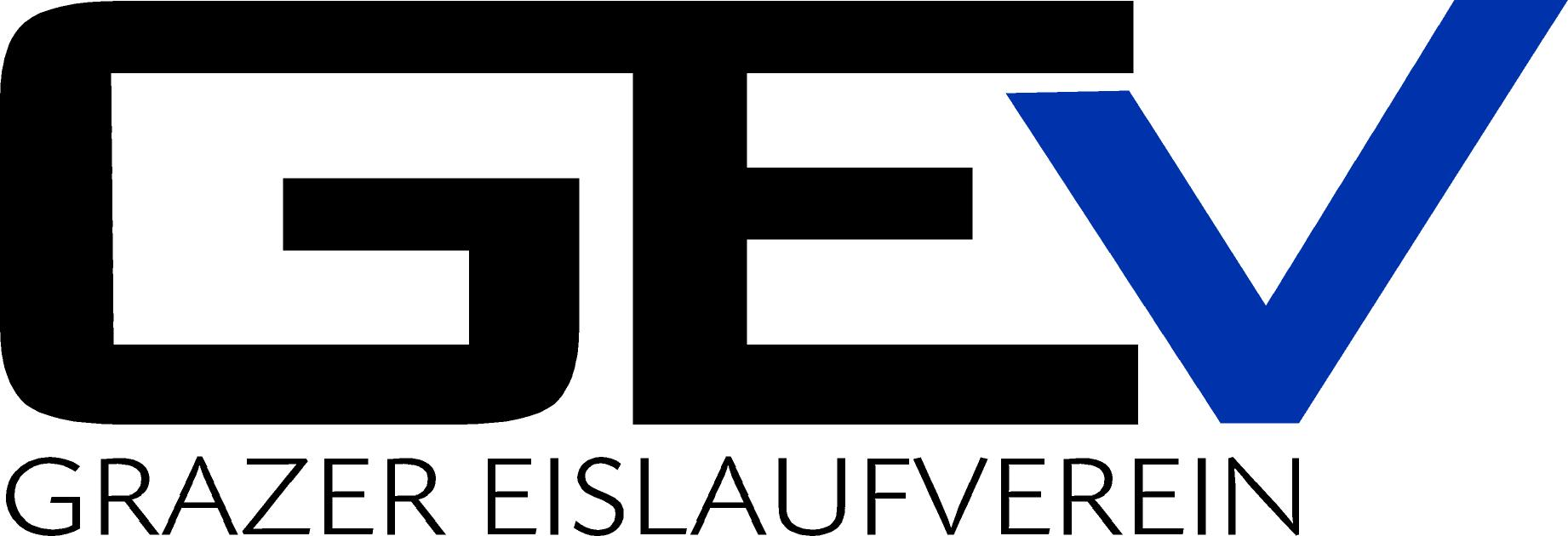
Vereinslogo

Der Grazer Eislaufverein (GEV) ist der zweitälteste Eislaufverein der steirischen Landeshauptstadt Graz und ist ordentliches Mitglied des Österreichischen Eiskunstlaufverbandes.

## Geschichte

Vereinslogo klassisch

Der Grazer Eislaufverein wurde im Jahr 1921 auf Wunsch vieler eislaufbegeisterter Sportler als erster eigenständiger Eislaufverein gegründet. Seit dieser Zeit wurden steirische Meisterschaften im Eiskunstlaufen veranstaltet, die damals entweder am Hilmteich oder auf dem Freigelände der Landesturnhalle auf Natureis abgehalten wurden. Bekannt wurde dabei Rudolf Zettelmann, der von 1922 bis 1935 in ununterbrochener Reihenfolge als GEV-Läufer Steirischer Meister wurde.
Im Jahr 1932 wurde der Steirische Eislaufverband (STEV) gegründet. Sein erster Präsident war der damalige Obmann und Gründer des Grazer Eislaufvereins, der Nationalsozialist Leo Scheu. Auch während des Zweiten Weltkrieges wurden unter schwierigen Umständen Steirische Meisterschaften durchgeführt.
Mit dem Bau der Kunsteisbahn in Liebenau im Jahr 1964 wurden Bedingungen für den Leistungssport im Eiskunstlaufen in Graz geschaffen. Ab diesem Zeitpunkt gelang es dem Grazer Eislaufverein, große Erfolge bei den Österreichischen Meisterschaften zu erzielen und durch diese Leistungen Sportler zu internationalen Wettbewerben wie Europameisterschaften, Weltmeisterschaften und Juniorenweltmeisterschaften entsenden zu können.

## Präsidenten des Grazer Eislaufvereins
Der Grazer Eislaufverein hatte seit seiner Gründung folgende Obmänner:
- Leo Scheu, 1921–1933
- Walter Wolf, 1934–1946
- Herfried Rollet, 1947–1962
- Walter Wolf, 1963–1971
- Viktor Schruf, 1972–1986
- Horst Paal, 1987–2005
- Wolfgang Erber, 2005–2007
- Hannes Hofmann,  2007–2016
- Helmut Wunderl, seit 2016
- Trixi Schuba, Vizepräsidentin seit Februar 2010[2]
- Philipp Pronegg
- Eva Sonnleitner

## Erfolge

### Österreichische Staatsmeister, Damen Einzel
- Sabine Paal[3] 1985 und 1987
- Karin Brandstätter[3] 2005
- Kathrin Freudelsperger[3] 2007

### Österreichische Staatsmeister, Paarlaufen
- Elli Staerck und Harry Gareis, 1951
- Stina Martini und Severin Kiefer, 2011, 2012, 2013
- Miriam Ziegler und Severin Kiefer, 2014

### Österreichische Meister, Synchronized Skating
- Klaudia Ortner mit dem Team Sweet Mozart 2008 und 2009[3][4]

### Österreichische Meister, Eistanzen
- Barbora Silná / Juri Kurakin, 2012

### Österreichische Juniorenmeister
- Petra Schruf, Junioren Damen 1979
- Sabine Paal, Junioren Damen 1984
- Eva Sonnleitner, Junioren Damen 1989
- Manuela Brandstätter, Junioren Damen 1995
- Karin Brandstätter, Junioren Damen 1996
- Kathrin Freudelsperger, Junioren Damen 2001 und 2005
- Severin Kiefer, Junioren Herren 2007
- Stina Martini und Severin Kiefer, Junioren Paarlauf 2010

Der GEV konnte auch zahlreiche Österreichische Schüler- und Jugendtitel erreichen – zuletzt holte Stina Martini den Jugendmeistertitel 2008 nach Graz.

### International
International kann der Verein auf EM-Teilnahmen (1951 Staerck/Gareis, 1985 Paal, 2005 Brandstätter, 2007 Freudelsperger), WM-Teilnahme (1951 Staerck/Gareis), Teilnahmen an Juniorenweltmeisterschaften (1979 Schruf, 1987 Leiter, 2001, 2005 Freudelsperger) und, erstmals in der Steiermark, auch eine Einzel-WM Teilnahme 2007 durch Kathrin Freudelsperger zurückblicken.
In den beiden Jahren 2008 und 2009 konnte der GEV mit Klaudia Ortner jeweils eine Starterin bei Weltmeisterschaften im Synchronized Skating stellen.
2010 wurden Stina Martini und Severin Kiefer als Österreichische Juniorenmeister zu den Junioren-Weltmeisterschaften 2010 nach Den Haag entsendet und belegten dort den 20. Platz.
2011 konnten sich Stina und Severin zum ersten Mal den Österreichischen Titel der allgemeinen Klasse sichern und sich damit für die
Europameisterschaften in Bern qualifizieren, wo sie den 15. Platz erreichten.
Die beiden werden auch Österreichs Farben bei den Junioren-Weltmeisterschaften 2011 im März 2011 in Korea vertreten. 2012 und 2013 traten die beiden bei den Europameisterschaften in Sheffield (2012) und Zagreb (2013) an. In Zagreb erreichten sie ihre beste Platzierung mit dem 13. Platz. Die beiden vertraten Österreich auch bei zwei Weltmeisterschaften 2011 in Moskau und 2012 in Nizza.
2012 vertraten Barbora Silná und Juri Kurakin Österreich im Eistanzen bei den Europameisterschaften in Sheffield.
Miriam Ziegler und Severin Kiefer konnten sich in der Saison 2013/14 bei verschiedenen Großbewerben zeigen – im Dezember 2013 bei der Universiade in Trento, wo sie den 5. Platz belegten, im Jänner 2014 bei den Europameisterschaften in Budapest (12. Platz), bei den Olympischen Spielen 2014 in Sotschi (17. Platz im Kurzprogramm) und bei den Weltmeisterschaften im März 2014 in Saitama.
Damit ist es der Trainerin Eva Sonnleitner erstmals gelungen, Teilnehmer eines steirischen Eislaufvereines zu Olympischen Spielen zu bringen. Eva Sonnleitner ist Österreichs einzige ISU Technical Specialist im Paarlauf seit 2022 und zudem auch international Technical Specialist Singles seit 2007. Damit wird sie seitens der ISU zu Junioren Grand Prix´s und Grand Prixs als Technical Specialist Pairs eingesetzt – mit ihrer Qualifikation darf Eva Sonnleitner auch bei Großveranstaltungen wie Europa- und Weltmeisterschaften und Olympische Spiele als Technical Specialist Pairs eingesetzt werden.

### National
1985 ist dem Grazer Eislaufverein mit Sabine Paal als erstem Nicht-Wiener Verein nach beinahe 100-jähriger Ausrichtung von nationalen Meisterschaften im Eiskunstlauf gelungen, einen Österreichischen Staatsmeistertitel bei den Damen zu holen.

## Icechallenge, Leo Scheu Memorial
Zu Ehren des Gründers des Vereines veranstaltet der Grazer Eislaufverein seit 1971 das „Leo Scheu Gedächtnislaufen“. Das klassische Leo Scheu Laufen war eines von jährlich vier vom Österreichischen Eiskunstlaufverband veranstalteten, nationalen Verbandslaufen. Bis zum Jahr 2006 wurde die Veranstaltung insgesamt 34 Mal durchgeführt, in der Siegerliste der Veranstaltung finden sind sich etliche Österreichische Staatsmeister wie z. B. bei den Damen Denise Kögl, Kathrin Freudelsperger, Karin Brandstätter, Andrea Kreuzer, Anna Wenzel, Sabine Paal, Sonja Stanek, Andrea Kus oder Julia Lautowa und bei den Herren Ralph Burghart, Thomas Hlavik, Gerhard Hubmann, Clemens Jonas, Viktor Pfeifer, Florian Tuma oder Manuel Koll.
Im Jahr 2006 sorgte das 34. Leo Scheu Gedächtnislaufen für eine Premiere in Österreich: Zum ersten Mal wurde bei einer nationalen Veranstaltung in Österreich das von der ISU neu eingeführte Wertungssystem für Eiskunstlaufbewerbe verwendet.
Nach einjähriger Pause wurde das Leo Scheu Gedächtnislaufen im Jahr 2008 mit Unterstützung des Österreichischen Eislaufverbandes zum ersten Mal international ausgetragen. Aufgrund der Änderung von einer nationalen in eine internationale Veranstaltung erfolgte auch die Namensadaptierung der Veranstaltung in Icechallenge, Leo Scheu Memorial. 2008 nahmen bei der Icechallenge in Graz knapp 150 Sportler u. a. aus Dänemark, Deutschland, Großbritannien, Italien, Kroatien, Schweden, Schweiz, Slowenien, Tschechien, Ungarn, Österreich und Australien teil.
Im Jahr 2009 wurde die Icechallenge erstmals in den ISU-Kalender aufgenommen, womit bei der Icechallenge erstmals die für die Europameisterschaften, Weltmeisterschaften und Olympischen Spiele wichtigen World Standing Points vergeben wurden. Mit knapp 360 Teilnehmern aus 34 Ländern war die Icechallenge die einzige Veranstaltung weltweit auf dem ISU Kalender, bei der alle olympischen Disziplinen in insgesamt 7 Altersgruppen durchgeführt wurden. Mit Läufern wie dem Europameister Tomas Verner, dem Dritten der Weltmeisterschaften Stefan Lindemann, mit Klasseläufern aus Japan, den USA, Russland, Finnland usw. war die Icechallenge nach den Grand Prix eine der am besten besetzten Eiskunstlaufveranstaltungen weltweit.
Die Icechallenge wurde auch in den folgenden Jahren mit internationalen Topläufern besetzt ausgetragen.
2013 konnte man die bisher wohl bekanntesten Läufer in Graz begrüßen. die zweifache Weltmeisterin (2007, 2011) Miki Ando aus Japan bei den
Damen und den Herren Vizeweltmeister 2013 Denis Ten aus Kasachstan.
Denis Ten gewann bei den Olympischen Spielen 2014 in Sotschi dann auch eine Bronzemedaille.
Während der Wettbewerb bis 2017 Leo Scheu gewidmet war, wird die Benennung der Grazer Leo-Scheu-Gasse von einer durch den Gemeinderat eingesetzten Historikerkommission als kritisch beurteilt.

## Internationale Veranstaltungen
Gemeinsam mit dem Österreichischen Eiskunstlaufverband hat der Grazer Eislaufverein 2010 erstmals einen Junioren Grand Prix in Graz durchgeführt. Die damalige Gewinnerin bei den Damen Adelina Sotnikova aus Russland, gewann nun vier Jahre nach den JGP Graz bei den Olympischen Spielen 2014 in Sotschi die Goldmedaille. Die russischen Paarläufer Ksenia Stolbova / Fedor Klimov waren die Sieger von Graz und bei den Olympischen Spielen 2014 gewannen die beiden die Silbermedaille.
Der Grazer Eislaufverein, der Steirische Eislaufverband und Österreichische Eiskunstlaufverband haben sich im März 2011 mit dem Standort Graz als Austragungsort für die in Japan aufgrund des verheerenden Erdbebens abgesagte Eiskunstlauf-Weltmeisterschaft 2011 beworben.
Das Veranstaltungsteam des Grazer Eislaufvereines rund um Eva Sonnleitner, war für das Venue Management der Eiskunstlaufwettbewerbe bei den Special Olympics Games 2017 in Graz zuständig.
Seit 2008 veranstaltet der Verein die Icechallenge, ein Eiskunstlaufwettbewerb für Nachwuchs und allgemeine Klasse.